# Archidiocèse de Marseille
L'archidiocèse de Marseille (en latin archidioecesis Massiliensis) est un archidiocèse métropolitain de l'Église catholique en France. Le diocèse de Marseille, érigé, selon la tradition, au Ier siècle, est un des diocèses historiques de la Provence. Supprimé en 1801, il est rétabli dès 1822 et couvre, depuis, l'arrondissement de Marseille. Suffragant de l'archidiocèse métropolitain d'Aix, il est élevé au rang d'archidiocèse en 1948. En 2002, il devient métropolitain. Jean-Marc Aveline, devenu cardinal en août 2022, est l'archevêque métropolitain de Marseille depuis 2019. Georges Pontier est l'archevêque émérite.

## Territoire
L'archidiocèse de Marseille confine, à l'ouest et au nord, avec celui d'Aix-en-Provence et, à l'est, avec le diocèse de Fréjus-Toulon.
Il couvre l'arrondissement de Marseille, un des quatre arrondissements du département des Bouches-du-Rhône, en région Provence-Alpes-Côte d'Azur.
Les trois autres arrondissements des Bouches-du-Rhône — à savoir, les arrondissements d'Aix-en-Provence, d'Arles et d'Istres — relèvent de l'archidiocèse d'Aix-en-Provence.

## Suffragants et province ecclésiastique
Siège métropolitain, l'archidiocèse de Marseille a pour suffragants les archidiocèses d'Aix-en-Provence et d'Avignon et les cinq diocèses d'Ajaccio, Digne, Fréjus-Toulon, Gap et Nice.
L'ensemble forme la province ecclésiastique de Marseille. Elle couvre la région  Provence-Alpes-Côte d'Azur et la collectivité territoriale de Corse.

## Histoire et tradition
Selon la légende, la présence chrétienne à Marseille remonte aux temps apostoliques avec le débarquement près de Marseille de Lazare et des saintes Maries (Marie-Madeleine, sainte Marthe et de Marie Salomé).
Lazare aurait été le premier évêque. Marthe aurait terrassé un dragon dans les environs. Il y a une magnifique statue de Marie Madeleine dans une petite crypte de l'église des Aygalades. Marie Salomé est la patronne des gitans, qui vont chaque année aux Saintes-Maries-de-la-Mer.
Le premier évêque de Marseille avéré est Oresius ou Œresius qui participa au concile d'Arles en 314.
Cependant la nécropole de Saint-Victor contient des restes de martyrs considérés comme datant des années 250. C'est à cet emplacement que sera fondé l'Abbaye Saint-Victor de Marseille.
D'autres évêques légendaires sont parfois mentionnés dans les martyrologes, tel Abdalong qui aurait été contemporain de Charles Martel et qui est fêté le 1er mars.
Par un indult d'octobre 1516, le pape Léon X étend le concordat de Bologne à la Provence.
À la veille de la Révolution française, le diocèse de Marseille comprenait huit paroisses dans le territoire de la ville (La Major, Les Accoules, Saint Martin, Saint Laurent, Saint Ferréol, Saint Julien, Saint Marcel et Château Gombert, ces trois dernières dans le terroir) et vingt-deux paroisses dites foraines, à savoir : Allauch, Aubagne, Auriol, Le Beausset, La Cadière, Saint-Cannat, Cassis, Le Castellet, Ceyreste, La Ciotat, Cuges, Gémenos, Julhans, Méounes, Nans, Les Pennes, Peypin, Plan-d'Aups, Roquefort, Roquevaire, Signes et Saint-Zacharie.
Rétrospectivement, il englobait également le territoire des communes actuelles suivantes, alors dépourvues de paroisses : Bandol, La Bouilladisse, Carnoux-en-Provence, Saint-Cyr-sur-Mer, La Destrousse, La Penne-sur-Huveaune, Plan-de-Cuques, Riboux et Septèmes-les-Vallons.
Lors de la création des départements, les paroisses du diocèse de Marseille sont réparties entre le département des Bouches-du-Rhône et celui du Var.
La constitution civile du clergé, décrétée par l'Assemblée nationale constituante le 12 juillet 1790 et sanctionnée par Louis XVI le 20 août suivant, supprime le diocèse de Marseille.

### Sous le régime concordataire
À la suite du concordat de 1801, par la bulle Qui Christi Domini du 29 novembre 1801, le pape Pie VII supprime le diocèse de Marseille et incorpore son territoire dans l'archidiocèse d'Aix-en-Provence.
À la suite du projet de concordat de 1817, par la bulle Commissa divinitus du 27 juillet 1817, Pie VII prévoit de rétablir le diocèse de Marseille.
Par la bulle Paternae charitatis du 6 octobre 1822, Pie VII rétablit le diocèse de Marseille sur son ancien territoire avec en moins les domaines du Beausset, La Cadière, Saint-Cannat, Le Castellet, Méounes, Nans, Les Pennes, Plan d’Aups et Saint-Zacharie.

### Depuis 1905
À la suite de la loi de séparation des Églises et de l'État du 9 décembre 1905, qui abroge le concordat de 1801, le diocèse de Marseille devient une association diocésaine.
Par la constitution apostolique Inter conspicuas du 31 janvier 1948, le pape Pie XII l'élève au rang d'archidiocèse relevant directement du Saint-Siège.
À la suite du concile Vatican II, l'archidiocèse organise un synode diocésain en 1991.
Le 8 décembre 2002, il devient la métropole de la nouvelle province ecclésiastique de Marseille et a pour suffragant l'archidiocèse d'Aix-en-Provence et les diocèses d'Ajaccio, Avignon, Digne, Fréjus-Toulon, Gap et Nice.
Le 1er septembre 2022 a été créé un service diocésain consacré à l’hospitalité, avec pour mission d'organiser et d'accompagner les malades, les accompagnants et les hospitaliers, notamment au pèlerinage de Lourdes.

## Abus sexuels
Le prêtre Jean-Marc Schoepff du  diocèse de Nice est mis en examen et placé en détention provisoire le 22 novembre 2018 , à la suite d'une information judiciaire pour « agressions sexuelles sur mineurs par personne ayant autorité », mais le procureur de la République de Nice estime que les victimes pourraient être beaucoup plus nombreuses. Selon les informations du Monde, des signalements auprès de l’inspection générale et du collège dont Jean-Marc Schoepff était l'aumônier ont été ignorés. Le diocèse l'avait écarté des mineurs depuis 2017. Jean-Marc Schoepff nie les faits qui lui sont reprochés.
En novembre 2022,  le cardinal  Ricard, ancien président de la Conférence des évêques, avoue un abus sexuel sur une mineure de 14 ans quand il était curé à Marseille, il y a 35 ans. Le parquet de Marseille ouvre une enquête concernant des faits d’abus sexuels commis par le cardinal alors qu’il était prêtre à Marseille, dans la paroisse de Sainte-Marguerite (9e),.

## Paroisses
Le diocèse est constitué de 116 paroisses réparties en 17 secteurs :
- Les Aygalades
  - Notre-Dame-Limite
  - Saint-Antoine
  - Les Aygalades
  - Saint-Joseph extra muros
  - Sainte-Marthe
- Basilique
- Cinq-Avenues-Blancarde
- Garlaban
- Huveaune
- Jarret
- La Ciotat
- Littoral
- Mempenti-la Plaine
- Mission étrangère (messe en espagnol et en philippin à l'église du cœur immaculé de Marie, mission italienne au Canet)
- Notre-Dame du Château
- Paroisses de rite Oriental (rites arménien, grec-melkite, chaldéen et maronite)
- Plateau
- Prado-Paradis-Corniche
- Saint-Lazare-Plombières
- Sud
- Vieux-Port

## Cathédrales et basiliques mineures
La cathédrale Sainte-Marie-Majeure de Marseille, dédiée à sainte Marie, est l'église cathédrale de l'archidiocèse et, depuis le 24 janvier 1896, une basilique mineure.
Les trois autres basiliques mineures de l'archidiocèse sont :
- La basilique Notre-Dame-de-la-Garde, dédiée à sainte Marie, est une basilique mineure depuis le 10 juin 1879[16] ;
- La basilique du Sacré-Cœur de Marseille, dédiée au Sacré-Cœur, est une église paroissiale et, depuis le 17 septembre 1997, une basilique mineure[17] ;
- La basilique Saint-Victor de Marseille, dédiée à saint Victor de Marseille, est une ancienne abbatiale, église paroissiale depuis le concordat. Elle est depuis le 25 juillet 1934 une basilique mineure[18].

## Ordinaires

### Archevêques métropolitains de Marseille (depuis 2002)
- 2002-2006 : Bernard Panafieu, cardinal-prêtre de San Gregorio Barbarigo alle Tre Fontane (2003-2017) et archevêque émérite de Marseille (2006-2017)[19].
- 2006-2019 : Georges Pontier, archevêque émérite de Marseille (depuis 2019)[20].
- depuis 2019 : Jean-Marc Aveline, cardinal-prêtre de Santa Maria ai Monti (depuis 2022).

## Évêques originaires de l'archidiocèse de Marseille
- Cardinal Jean-Pierre Ricard, archevêque métropolitain émérite de Bordeaux
- Benoît Rivière, évêque d'Autun, Chalon et Mâcon
- Jean-Michel Di Falco, évêque émérite de Gap et d'Embrun
- Louis Sankalé, évêque émérite de Nice
- Dominique Castellan, ancien évêque de Digne puis archevêque métropolitain de Chambéry